# Scopula infantularia
Scopula infantularia là một loài bướm đêm trong họ Geometridae.